# Акведуки Древнего Рима

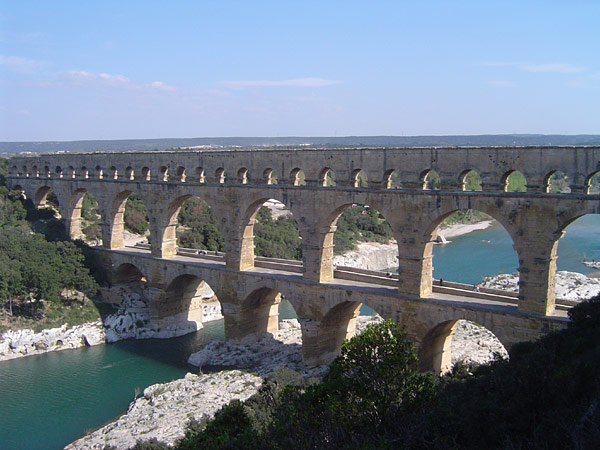
Акведук Пон-дю-Гар в Южной Франции, один из шедевров римской архитектуры

Акведуки Древнего Рима — гидротехнические сооружения, созданные в Древнем Риме для задач управления водными ресурсами.
Акведук (от лат. Aquae ductus) — в буквальном переводе «водопровод». Хотя в русском языке под словом «акведук» обычно подразумевается мост, который служит не для проезда, а для пропуска воды, римские акведуки по большей части проходили в трубопроводах и тоннелях под землей.
В русском языке слово «водовод» традиционно было калькой от лат. Aquaeductus («вода» и «водить»).
Древние римляне строили акведуки по всей своей империи, чтобы доставлять воду в города, часто из отдаленных источников. Акведук снабжал водой общественные бани, туалеты, фонтаны и частные дома. Акведуки также обеспечивали водой шахты, мельницы, фермы и сады.
В римских акведуках вода двигалась только под действием силы тяжести, обычно под очень небольшим уклоном в трубах из камня, кирпича или римского бетона. Иногда строили напорные акведуки с более крутым уклоном. Большинство трубопроводов были спрятаны под землей, следуя естественным препятствиям на местности; холмы и горы чаще обходили, реже пробивали туннель. Глубокие долины при пересечении углублений поверхности с перепадом больше 50 метров были соединены мостами или вода заводилась в свинцовые, керамические или каменные трубы — дюкеры (хотя почти всегда для этих целей использовали внутренности мостов). В современной гидротехнике используются аналогичные методы, позволяющие коллекторам и водным трубам пересекать различные углубления.
Большинство акведуков были оборудованы отстойниками, которые уменьшали количество примесей, попадавших в воду из-за размытия стенок труб. Castella Aquae (распределительные баки) затем регулировали подачу воды по отдельным направлениям. Сток воды из акведуков иногда питал городские мельницы или очищал водопровод и канализацию.
Самый первый римский акведук принес воду на городской скотный рынок. К третьему веку нашей эры в Риме было одиннадцать акведуков, что позволило очень щедро снабжать водой более миллиона человек. Большая часть воды обеспечивала многочисленные римские общественные бани. Города по всей Римской империи подражали этой модели и финансировали акведуки как объекты общественного интереса и престижа.
Многие римские акведуки оказались очень прочными и долговечными. Некоторые использовались до раннего нового времени, и остатки некоторых все ещё частично в действии. Методы строительства акведуков упоминаются Витрувием в его работе De Architectura (I век н. э.). Секст Юлий Фронтин более подробно рассказывает в своем официальном отчете о проблемах, использовании и злоупотреблениях общественного водоснабжения Имперского Рима. Известные примеры архитектуры акведука включают опорные стойки акведука в Сеговии и питаемые акведуком цистерны Константинополя.

## Акведуки в Римской империи
Сотни подобных акведуков были построены по всей Римской империи. Многие из них пришли в ветхость и были разрушены или уничтожены войнами, но ряд нетронутых частей сохранились до сегодняшнего дня. Например акведук Загуан длиной 92,5 км был построен во II веке для снабжения Карфагена (в современном Тунисе). Примеры сохранившихся мостов включают Пон-дю-Гар в Провансе и акведук в Сеговии, Испания. Самый длинный трубопровод протяженностью более 240 км соединен с акведуком Валента в Константинополе.

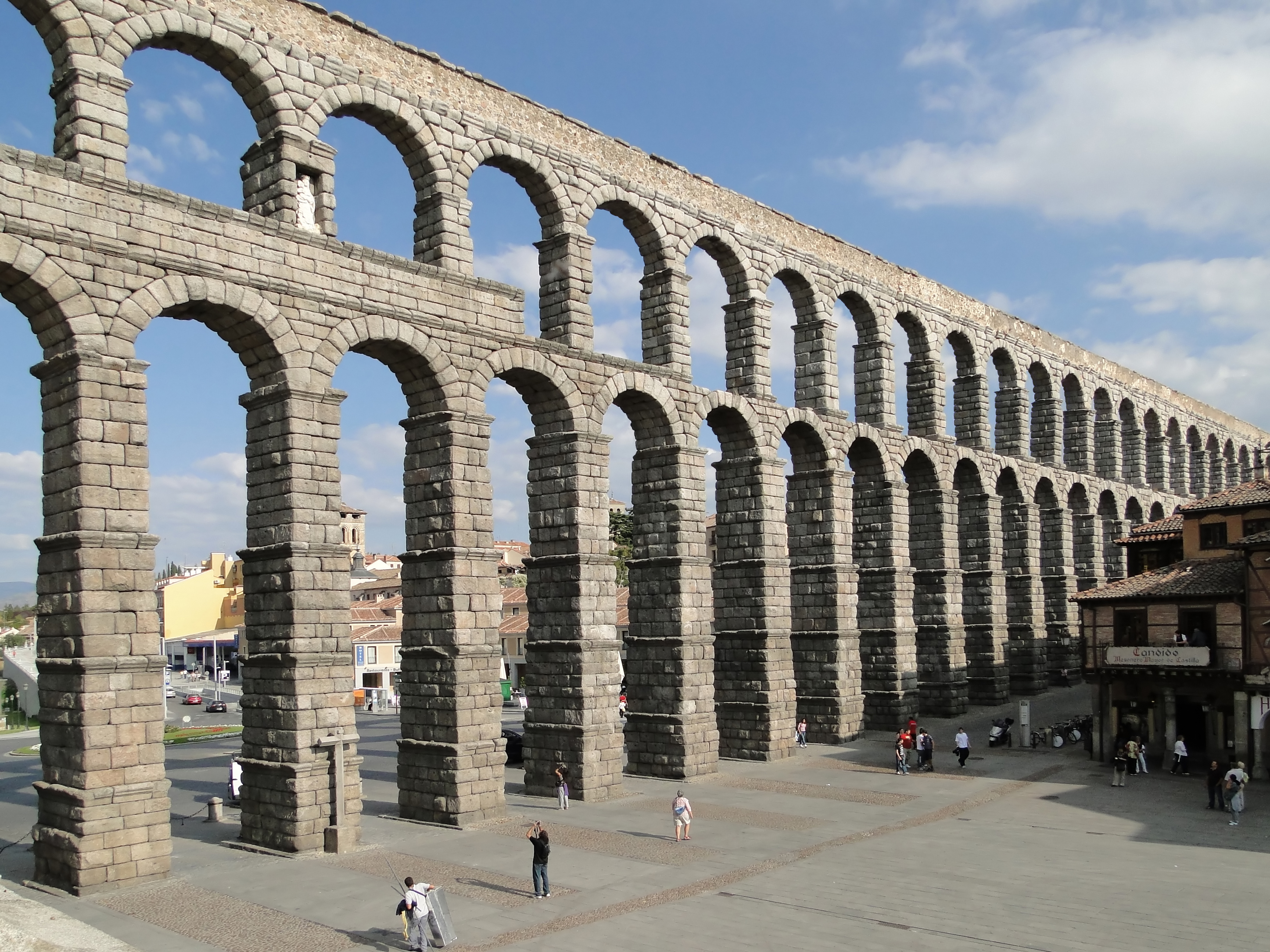
Акведук в Сеговии построен в конце I в. или начале II в. н. э. Акведук проходит по центру современного города.

Эта система по крайней мере в два с половиной раза длиннее, чем самые длинные римские акведуки в Карфагене и Кельне, но, возможно, ещё более значительным является тот факт, что это самое важное достижение геодезии любого доиндустриального общества. Его конкурентом с точки зрения длины, сложности и стоимости строительства является акведук Аква Августа, который снабжал весь регион, включая по меньшей мере 9 городов, в том числе крупные порты Неаполя и Мизена, где корабли, используемые торговцами и римским военным флотом, требовали обильных запасов пресной воды.

## Планирование, геодезия и строительство

### Планирование
Будь то государственные или частные сооружения, акведуки охранялись и регулировались законом. Любой предложенный акведук должен был быть представлен на рассмотрение гражданских властей. Разрешение (от сената или местных властей) было предоставлено только в том случае, если предложение уважало права других граждан на воду; В целом римские общины заботились о распределении общих водных ресурсов в соответствии с потребностями. Земля, на которой был построен финансируемый государством акведук, может быть государственной землей (ager publicus) или находится в частной собственности, но в любом случае на него распространяются ограничения на использование и посягательство на постройку, которое может повредить структуру акведука. С этой целью финансируемые государством акведуки резервировали широкий коридор земли, до 15 футов с каждой стороны внешней края акведука. Пахота, земледелие и строительство были запрещены в пределах этой зоны отчуждения. Такое регулирование было необходимо для долгосрочной целостности и обслуживания акведука, но не всегда было легко принято или легко обеспечивалось на местном уровне, особенно когда ager publicus понималось как общая собственность. Для некоторых частных или небольших муниципальных акведуков могут применяться менее строгие и формальные меры.

### Источники воды

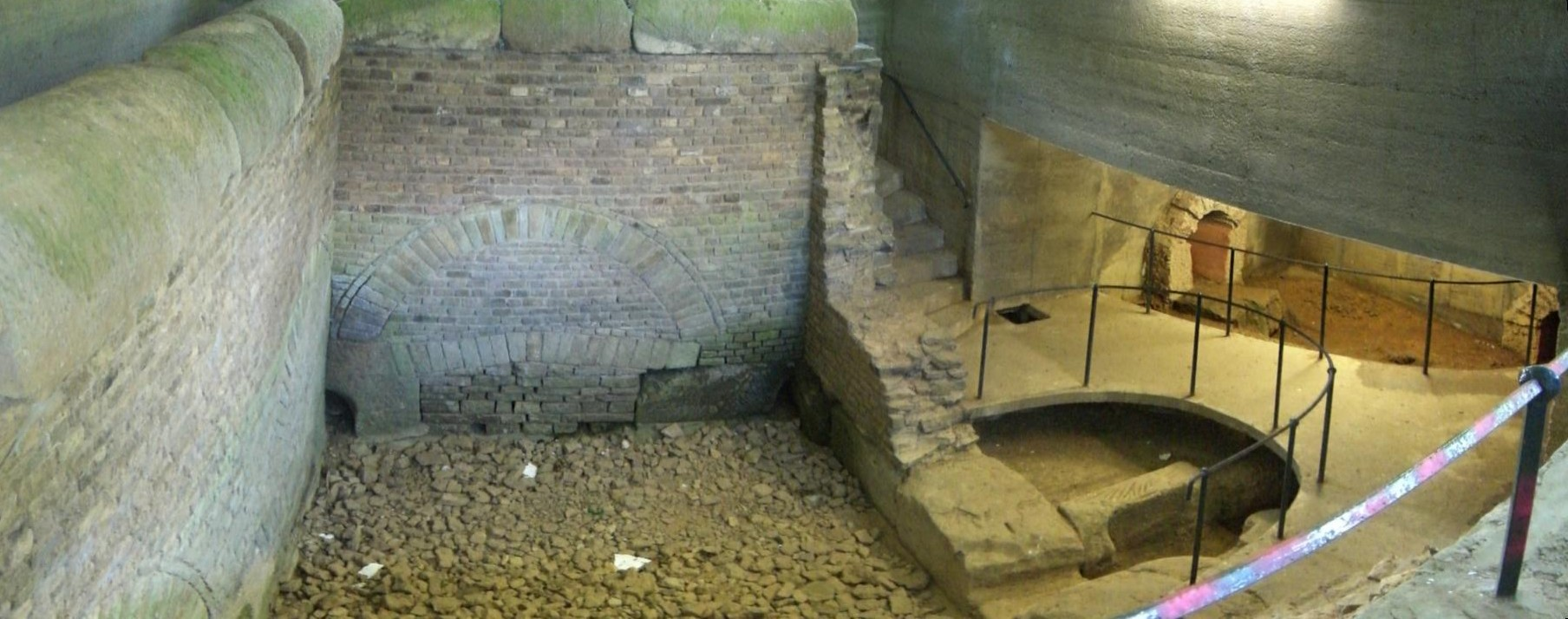
Колодезный дом (камера каптажа источника). Дно достигло глубины около 3 м ниже поверхности и имело прямоугольную форму: 3,5 м × 5,8 м

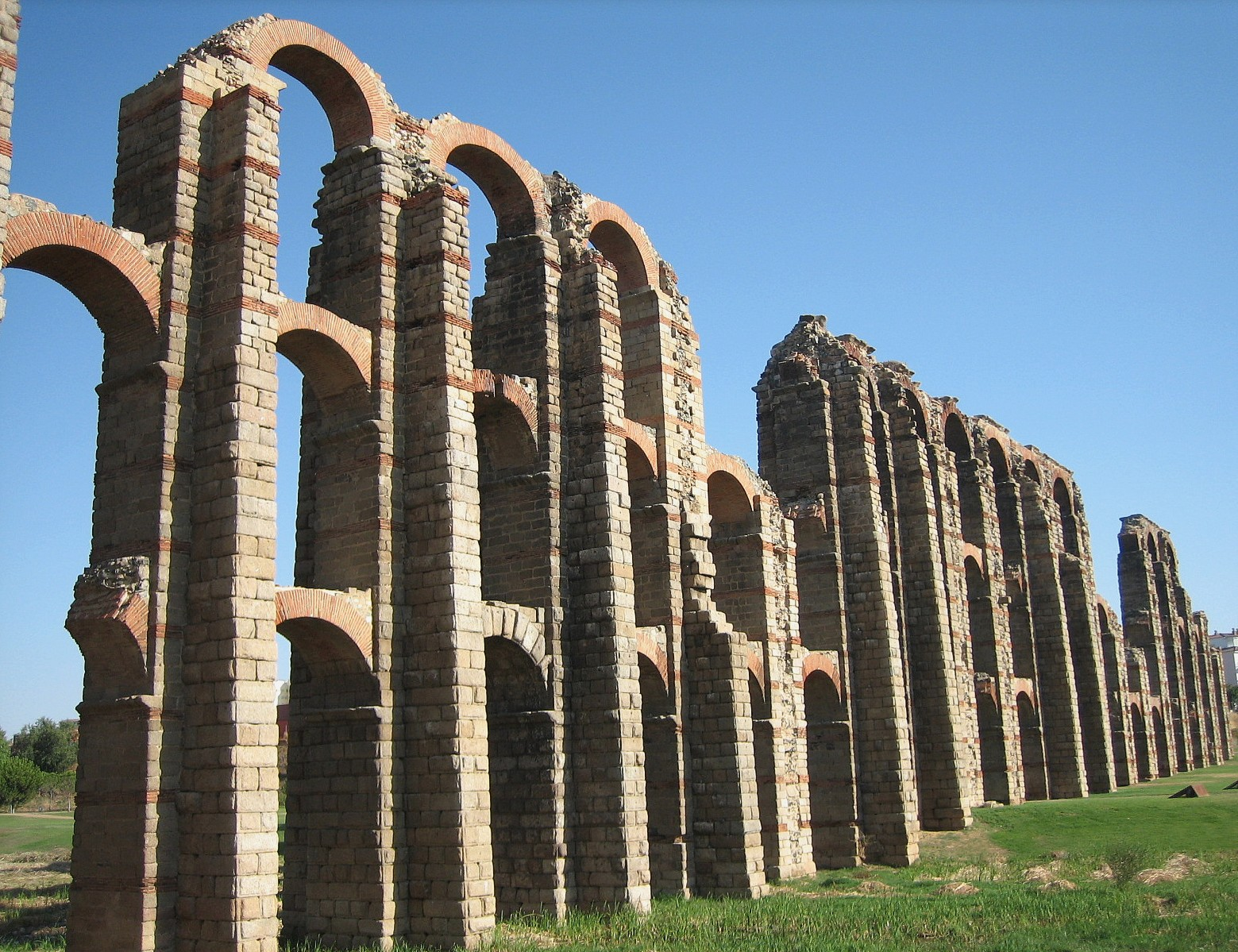
Акведук Лос Мила́грос, Испания.
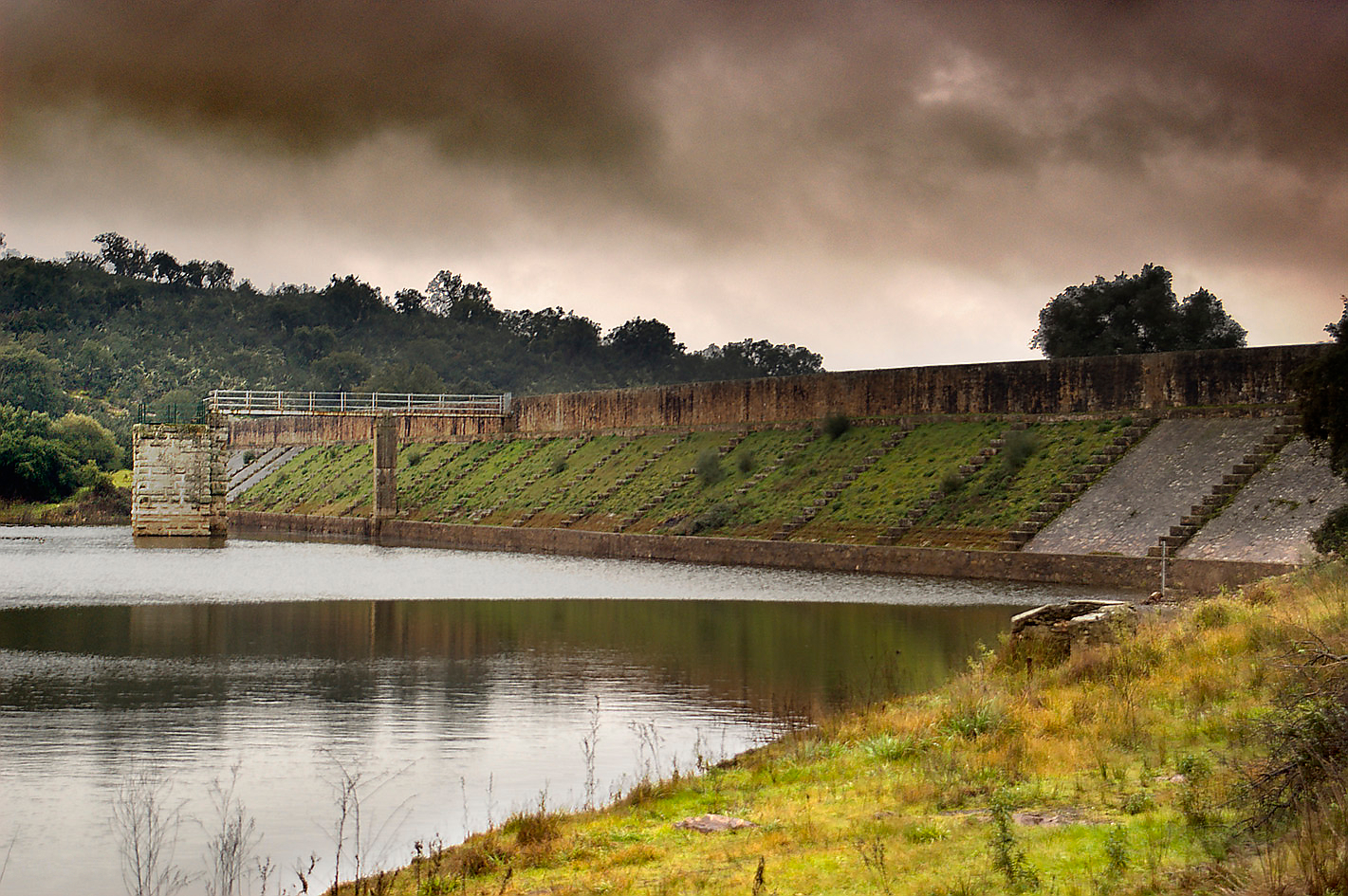
Древняя плотина Корналво

### Римская геодезия

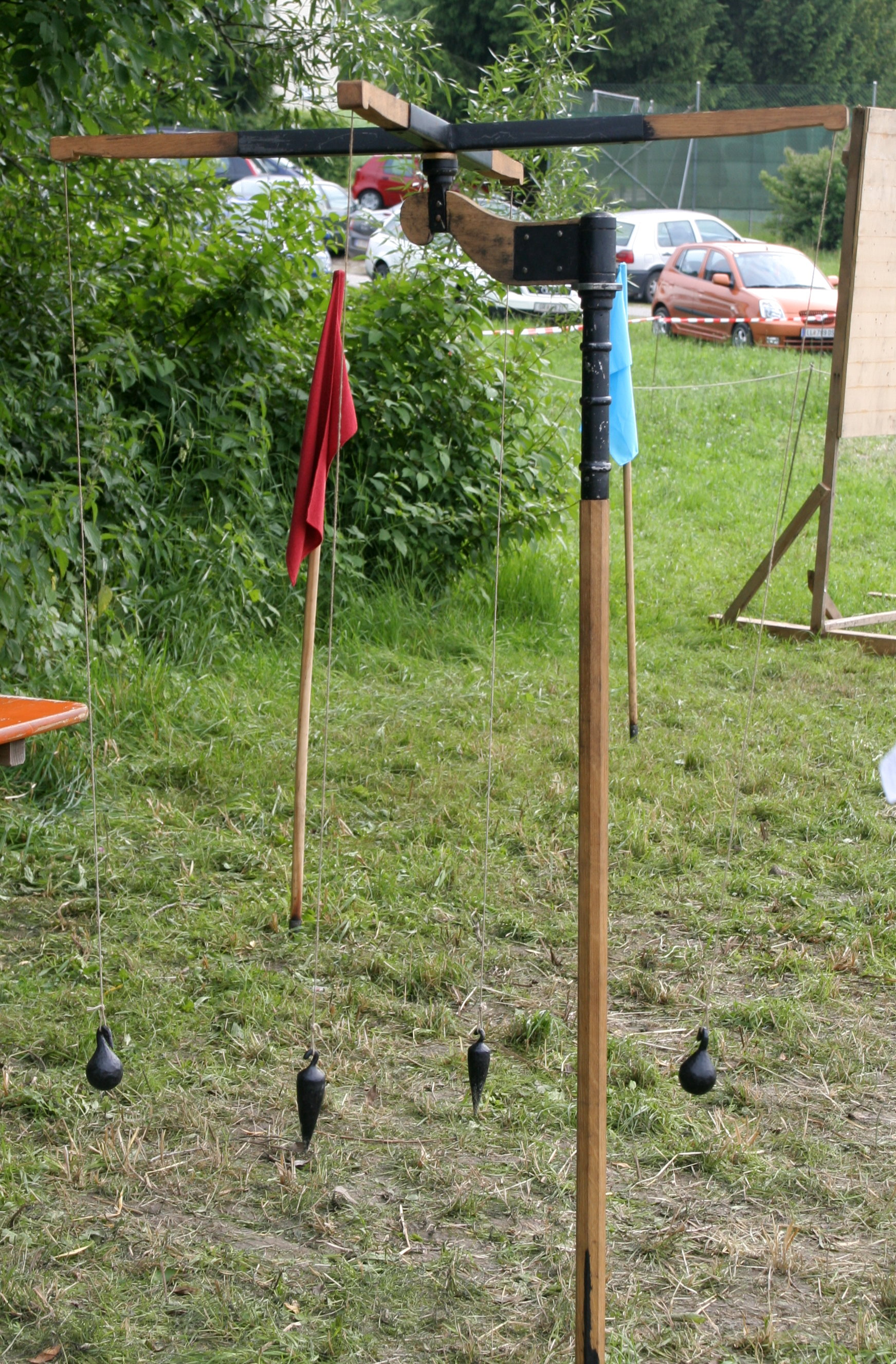
Современная реконструкция громы

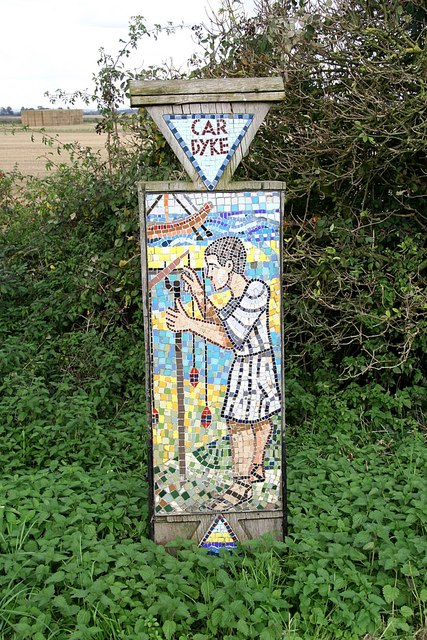
Mозаичный знак возле Мартина (Линкольншир), показывает громатикa (геодезистa) с громой

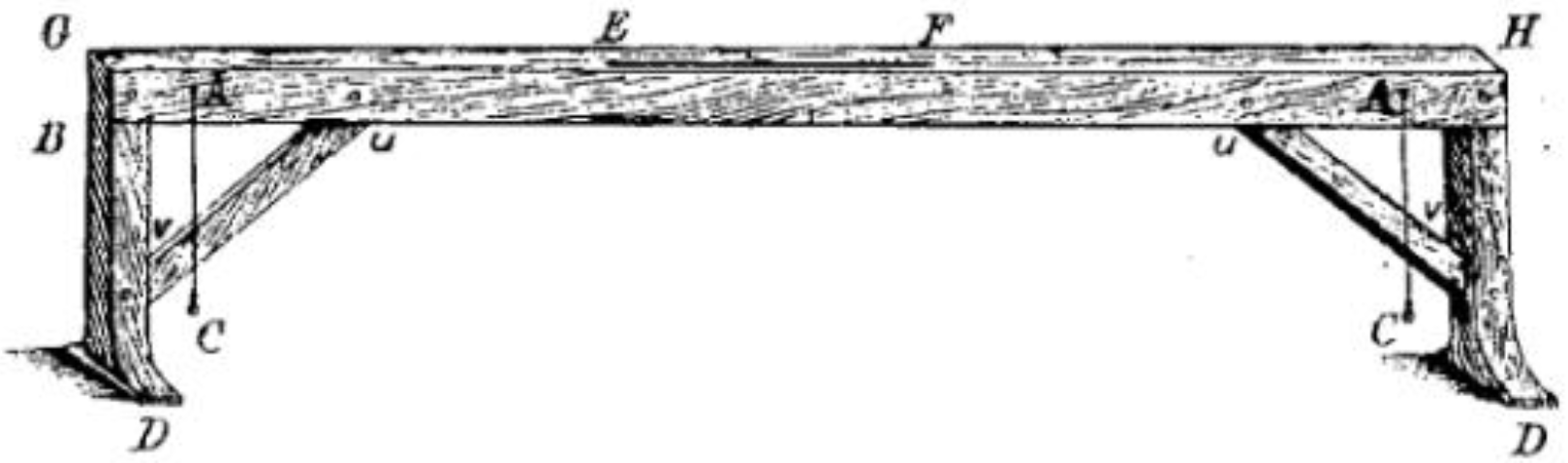
Хоробат

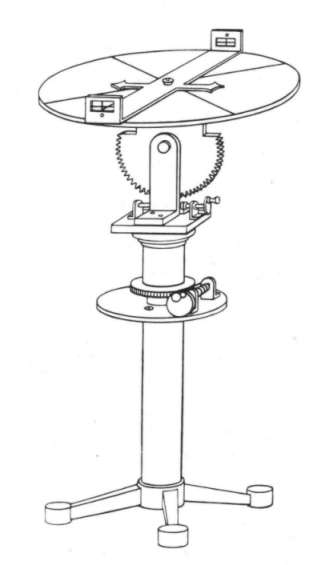
Диоптр по описанию Герона Александрийского

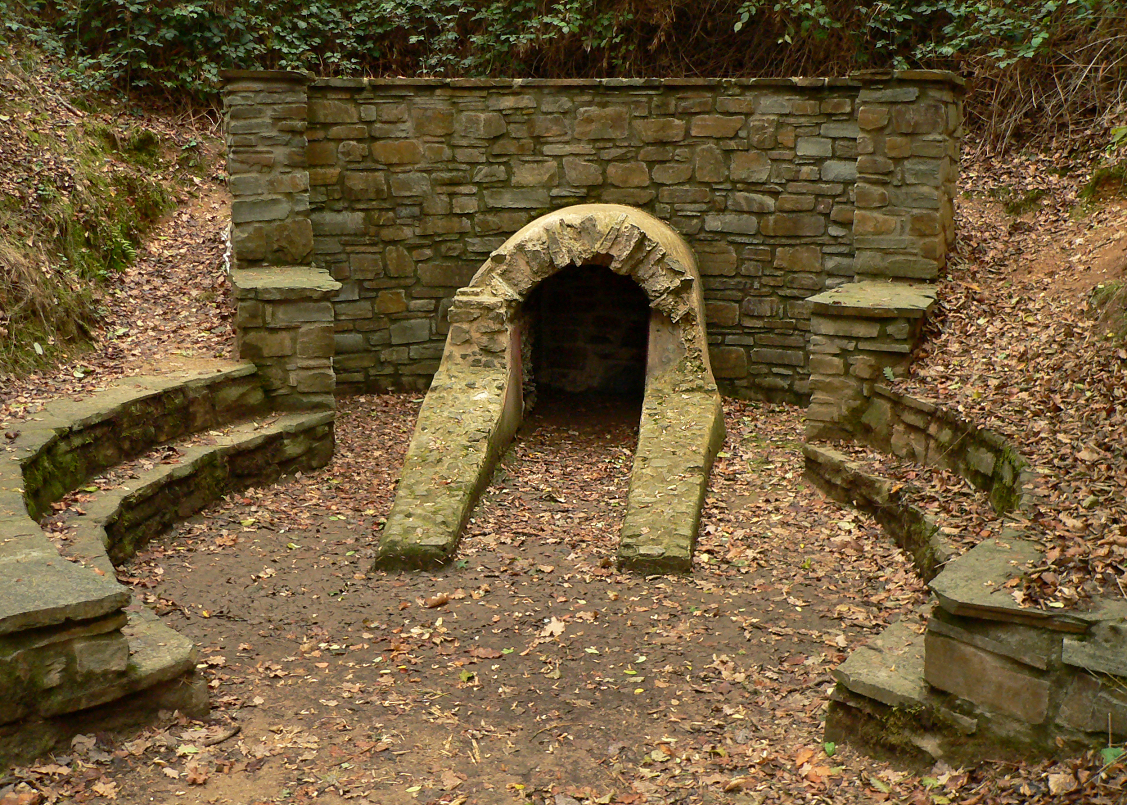

### Строительствo

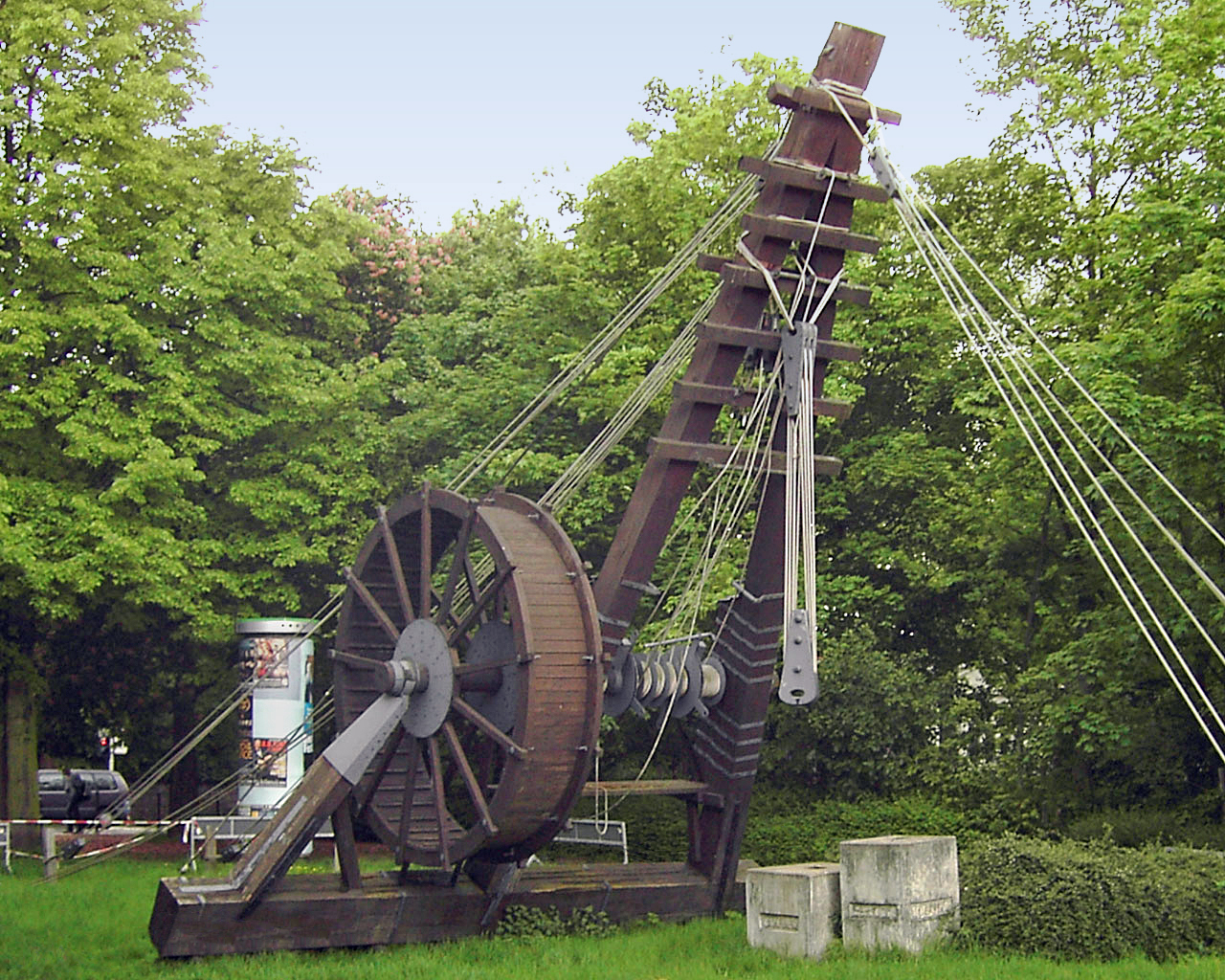
Реконструкция римского колесного крана в Бонне. (Мускульный привод).

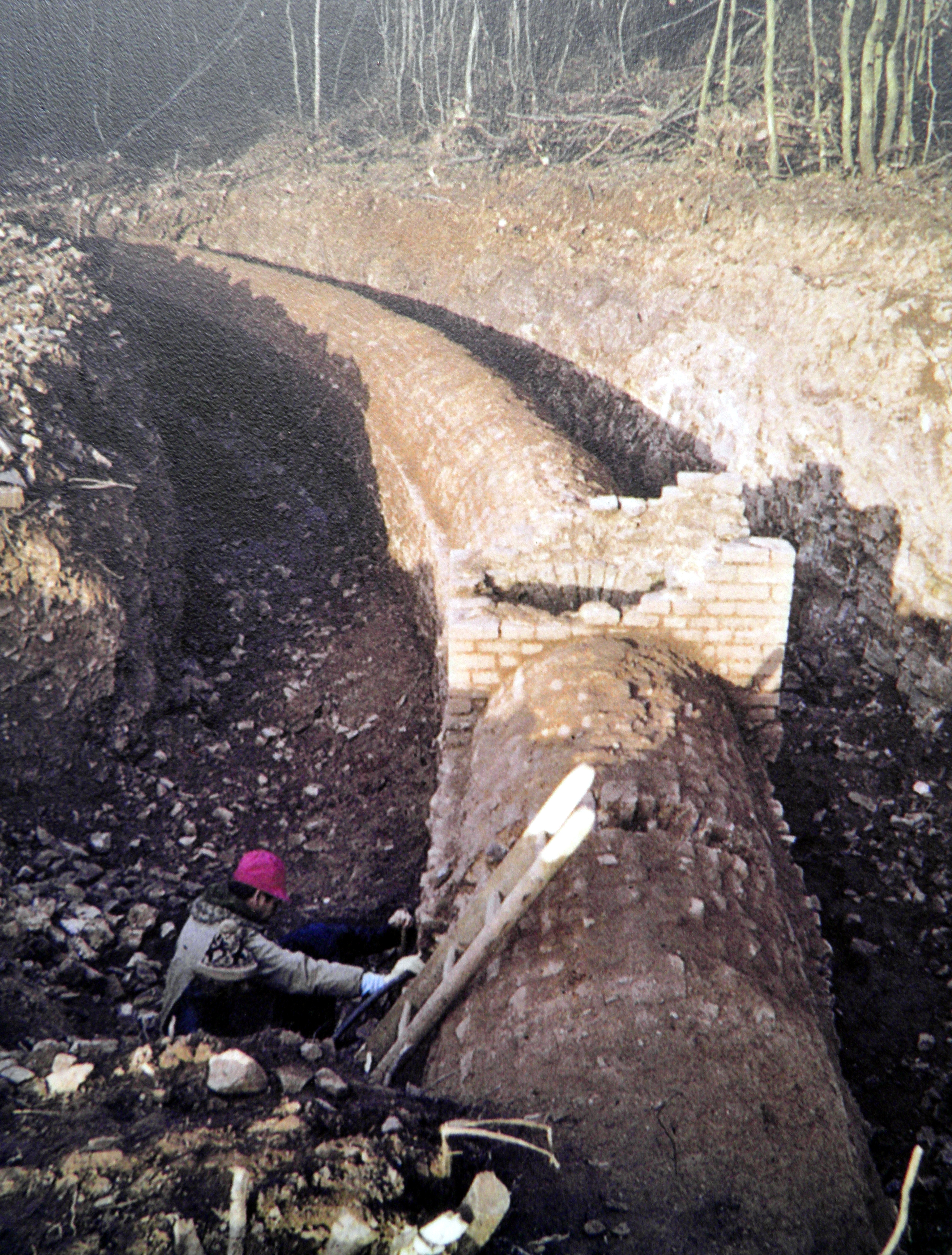
Акведук Эйфель возле Кельна со сводчатой крышей и смотровым люком.

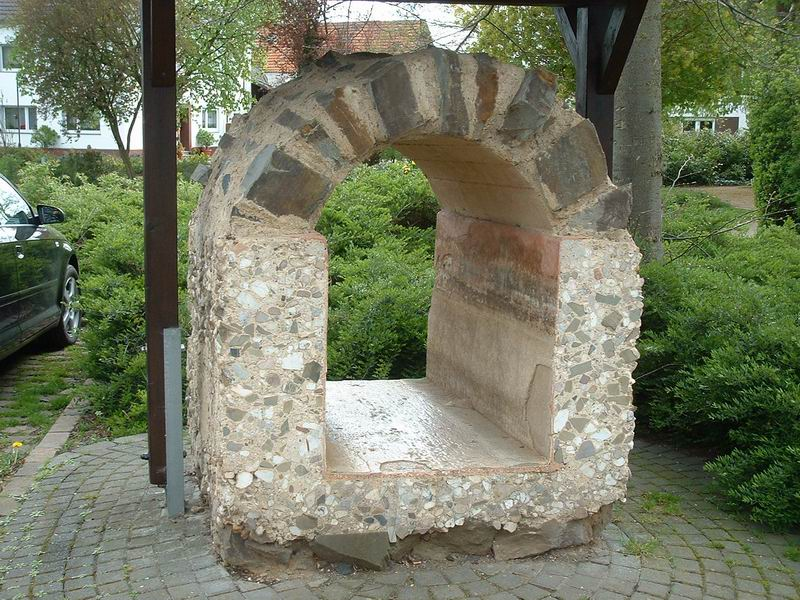
Небольшая часть акведука Айфель, сохранившаяся в Buschhoven, недалеко от Бонна

### Мосты и дюкеры

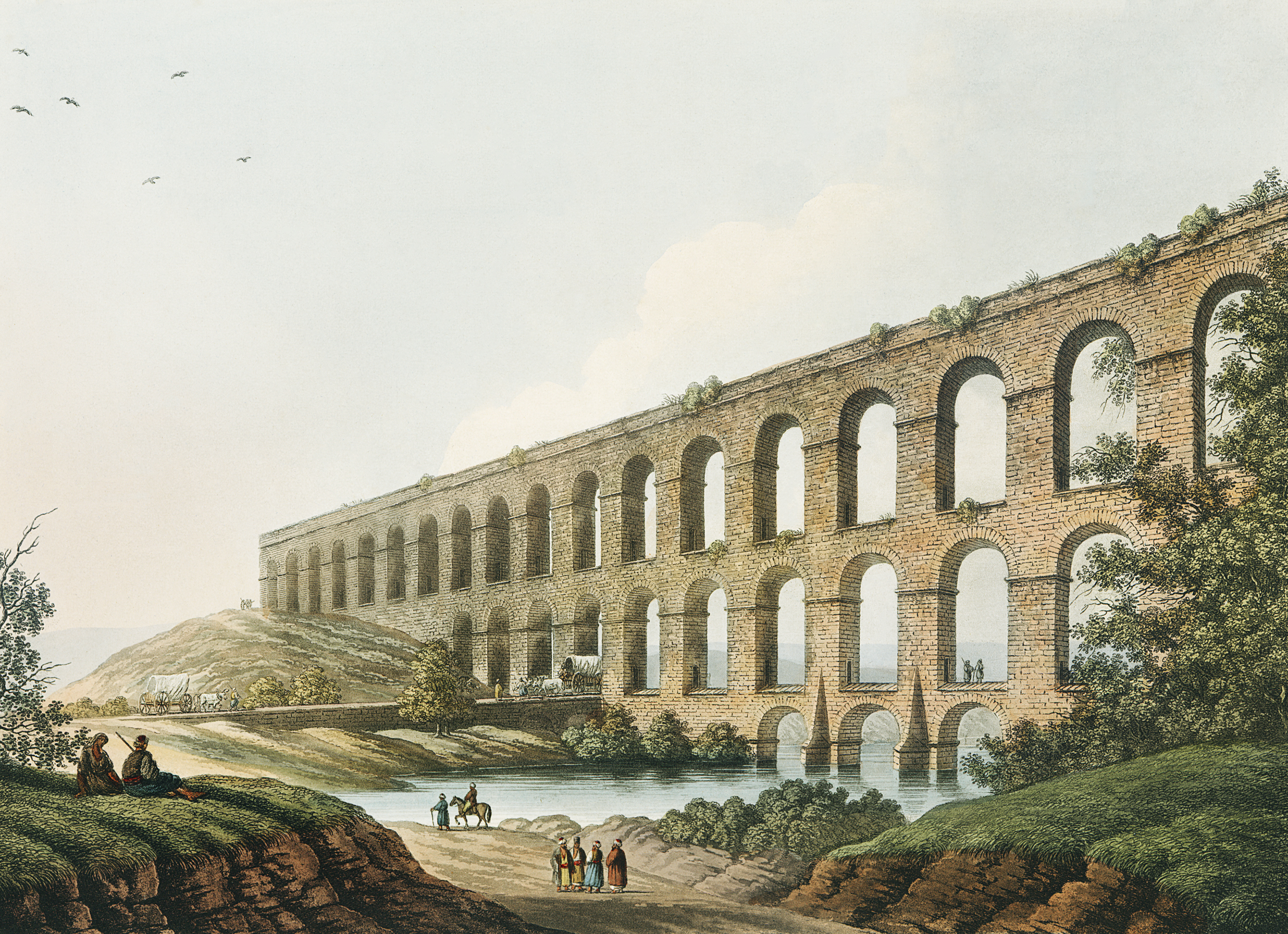
«Акведук под Белградом» в Османской Сербии, нарисованный Луиджи Майером (Изображен акведук Валента).

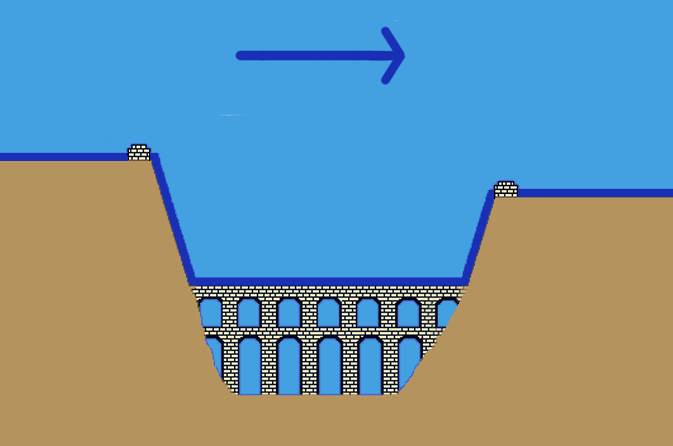
Принцип дюкера.

### Сроки и затраты на строительство

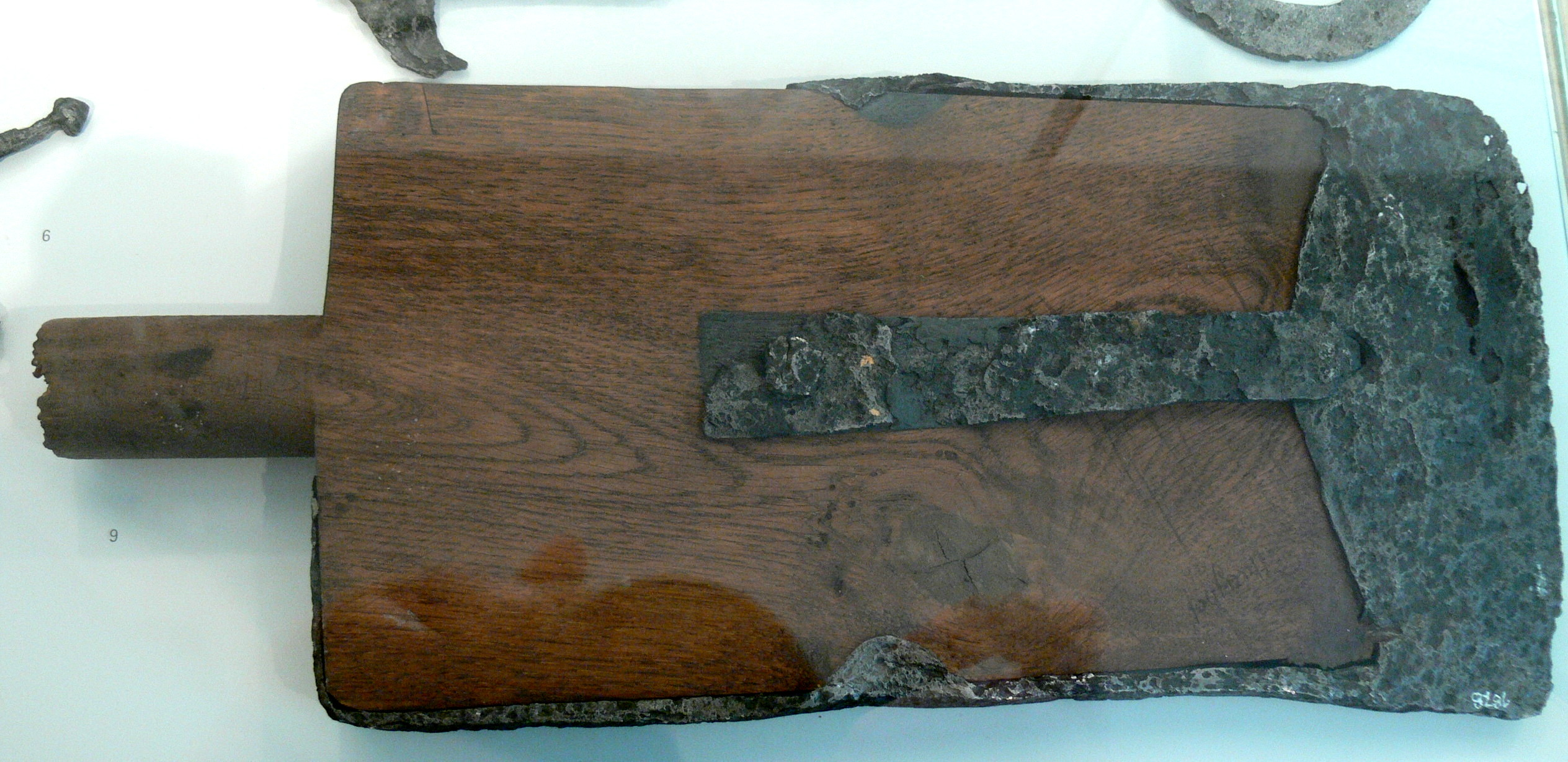
Римская лопата — аналог старинного заступа

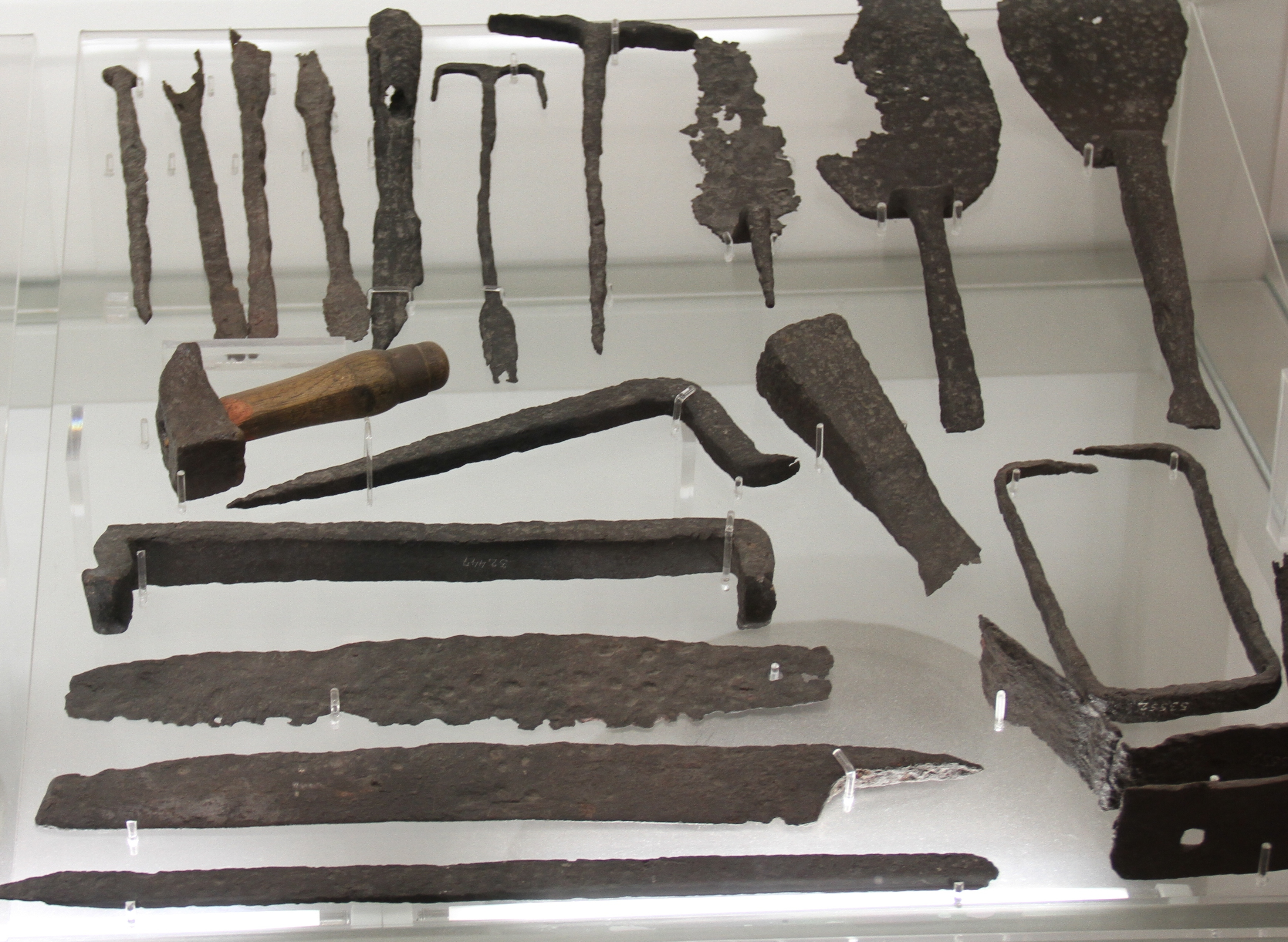
Столярные инструменты II—IV века.

## Система распределения воды

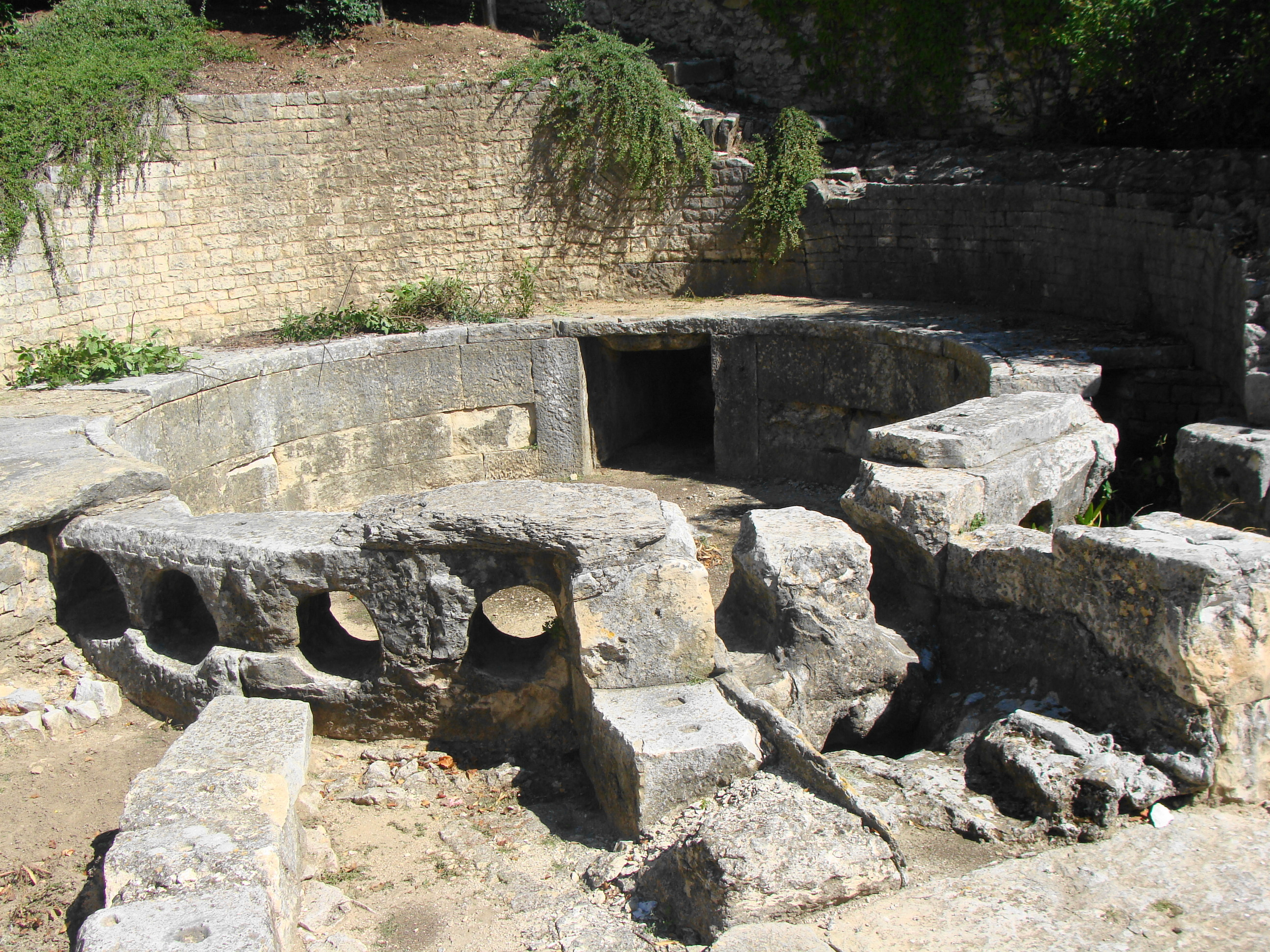
Городской распределительный бак в Ниме, Франция. Вода вытекает из центрального резервуара, который питается из квадратного акведука — показан на задней стенке.

## Обслуживание

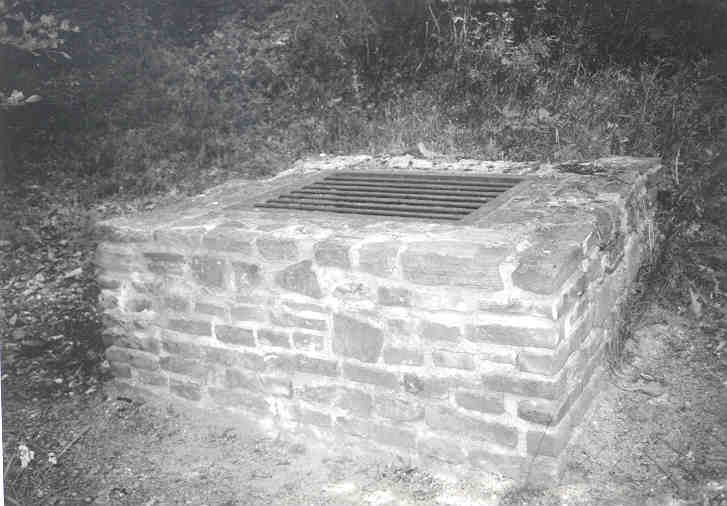
Обслуживающий персонал мог попасть внутрь акведука через шахты, подобные этой

## Индустриальное применение

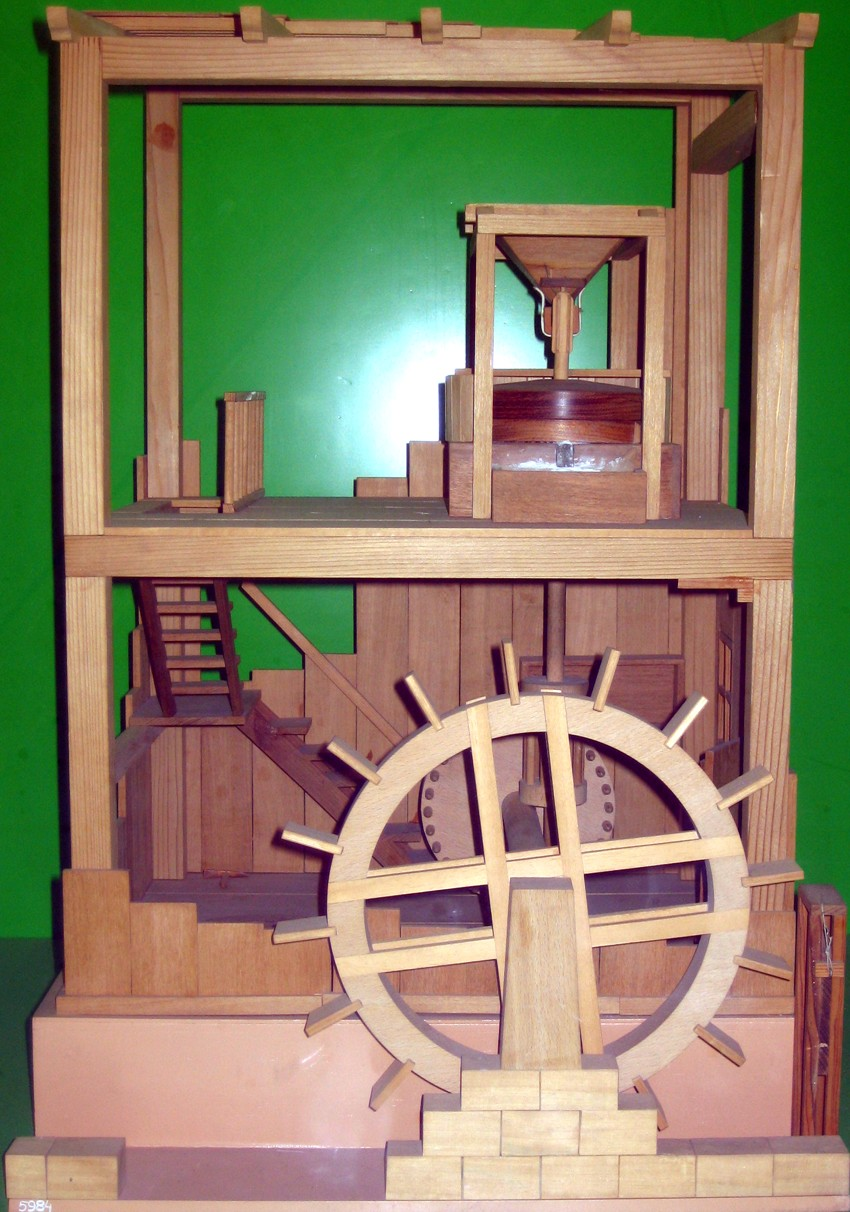
Реконструкция водяной мельницы по Витрувию

Схематическое изображение механической пилы на два действующих одновременно инструмента с приводом от водяного колеса через кривошипно-шатунный механизм. Построена в Иераполе в III в. н. э. и является первой известной машиной, использующей КШМ.

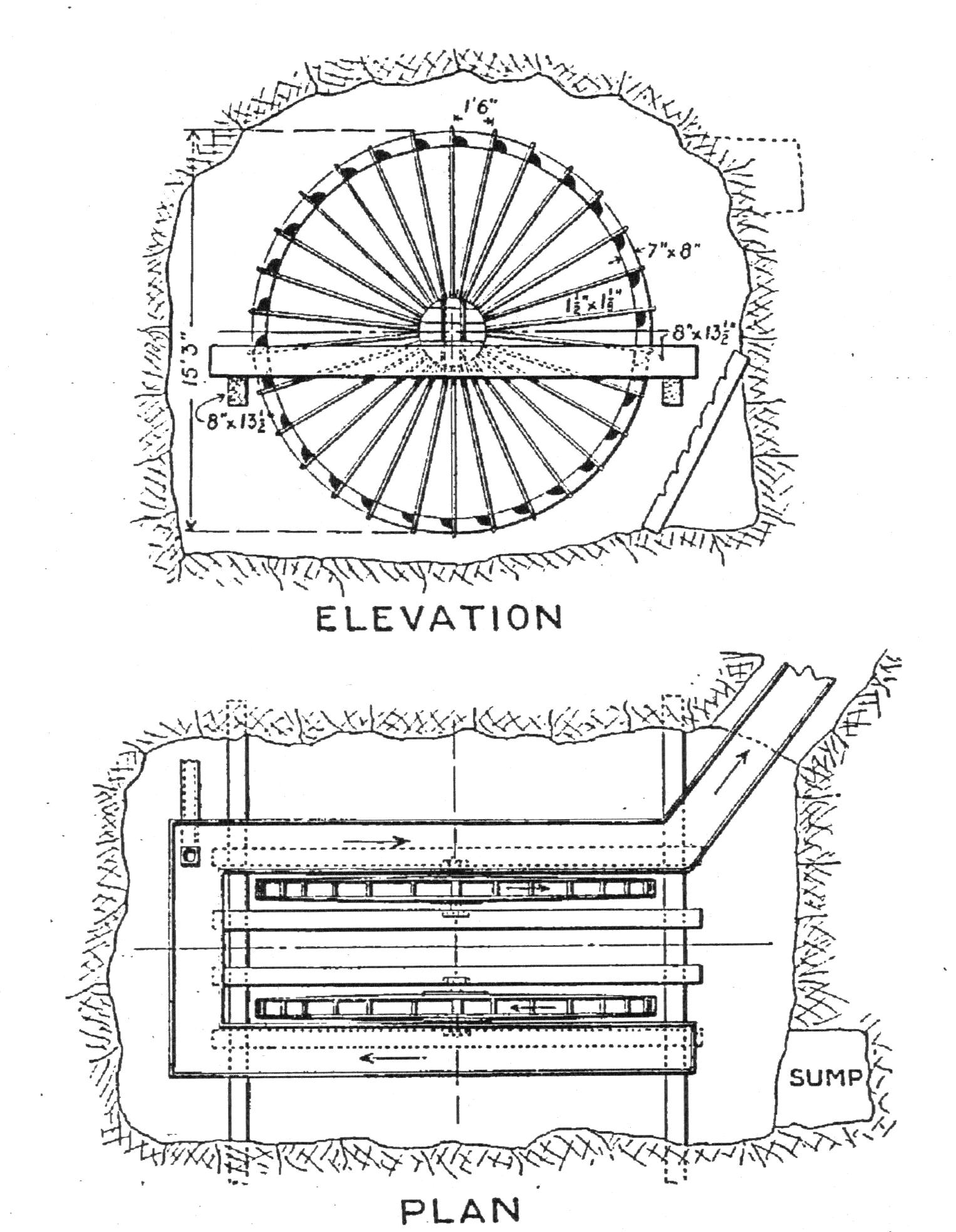
Дренажное колесо от шахты Rio Tinto

## Проблемы со здоровьем

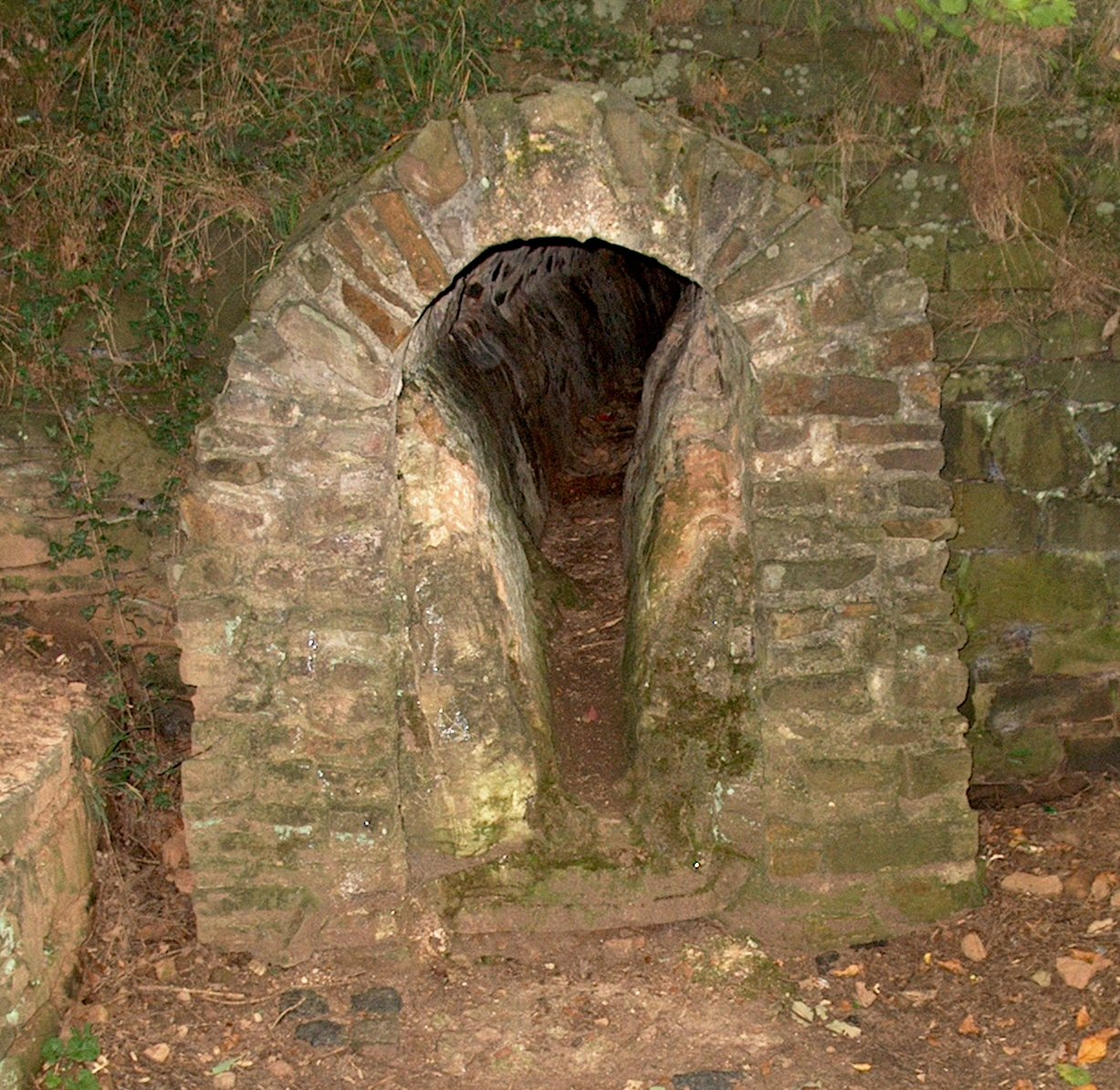
На этой части акведука возле Ойскирхен видны отложения карбоната кальция на стенках трубы

## Упадок акведуков

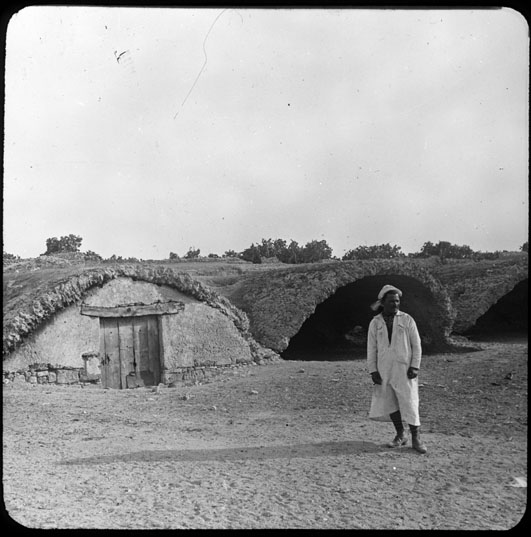
Со времен средневековья цистерны Ла Мальги использовались местными жителями как временные дома, конюшни, сараи; практика, которая продолжалась до XX векa

## Галерея

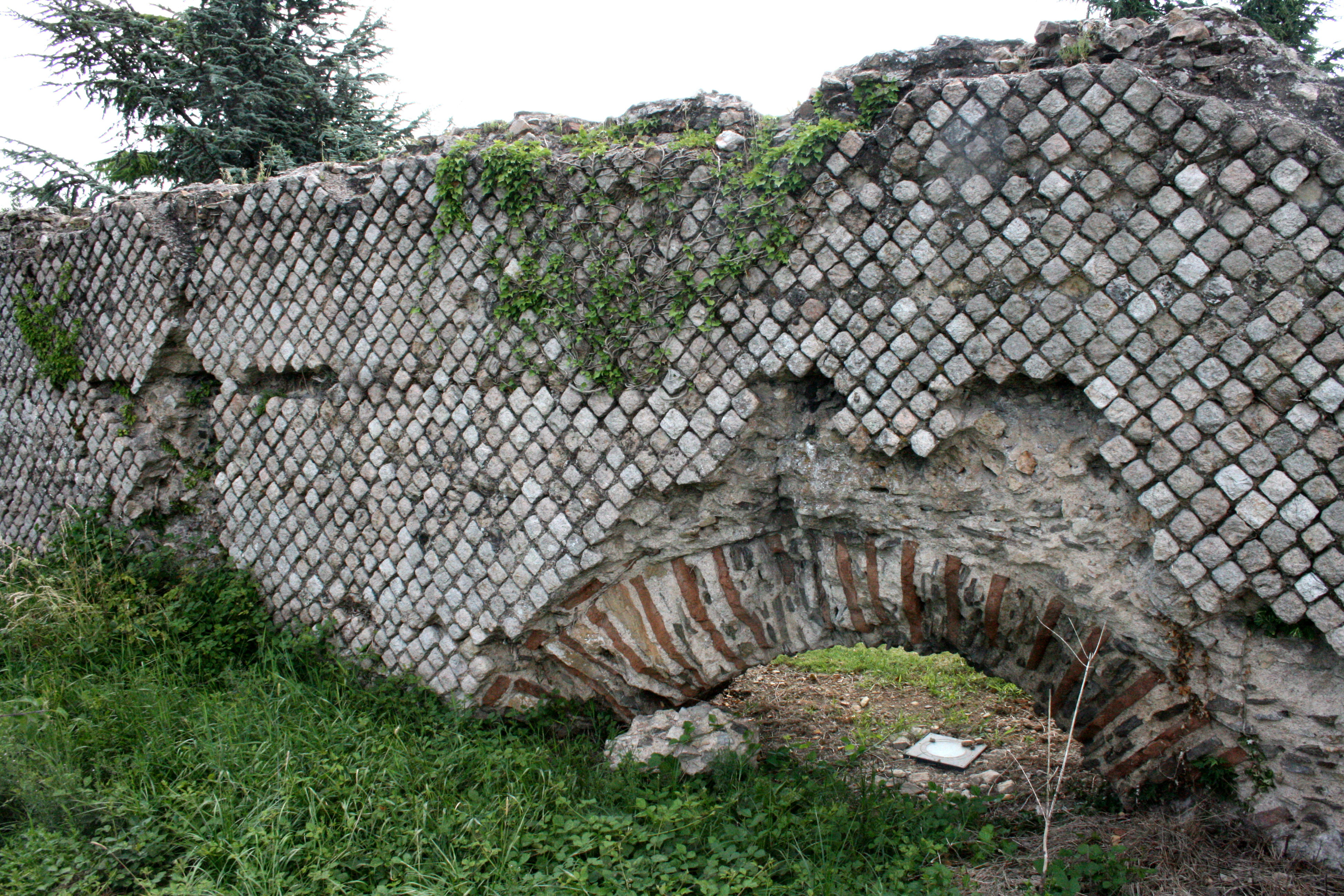
Коммуна Сусье-ан-Жарр, департамент Рона, Хамо «Le Grand Champ». Руины Акведук Ромен дю Жир с четырьмя детьми в Лионе
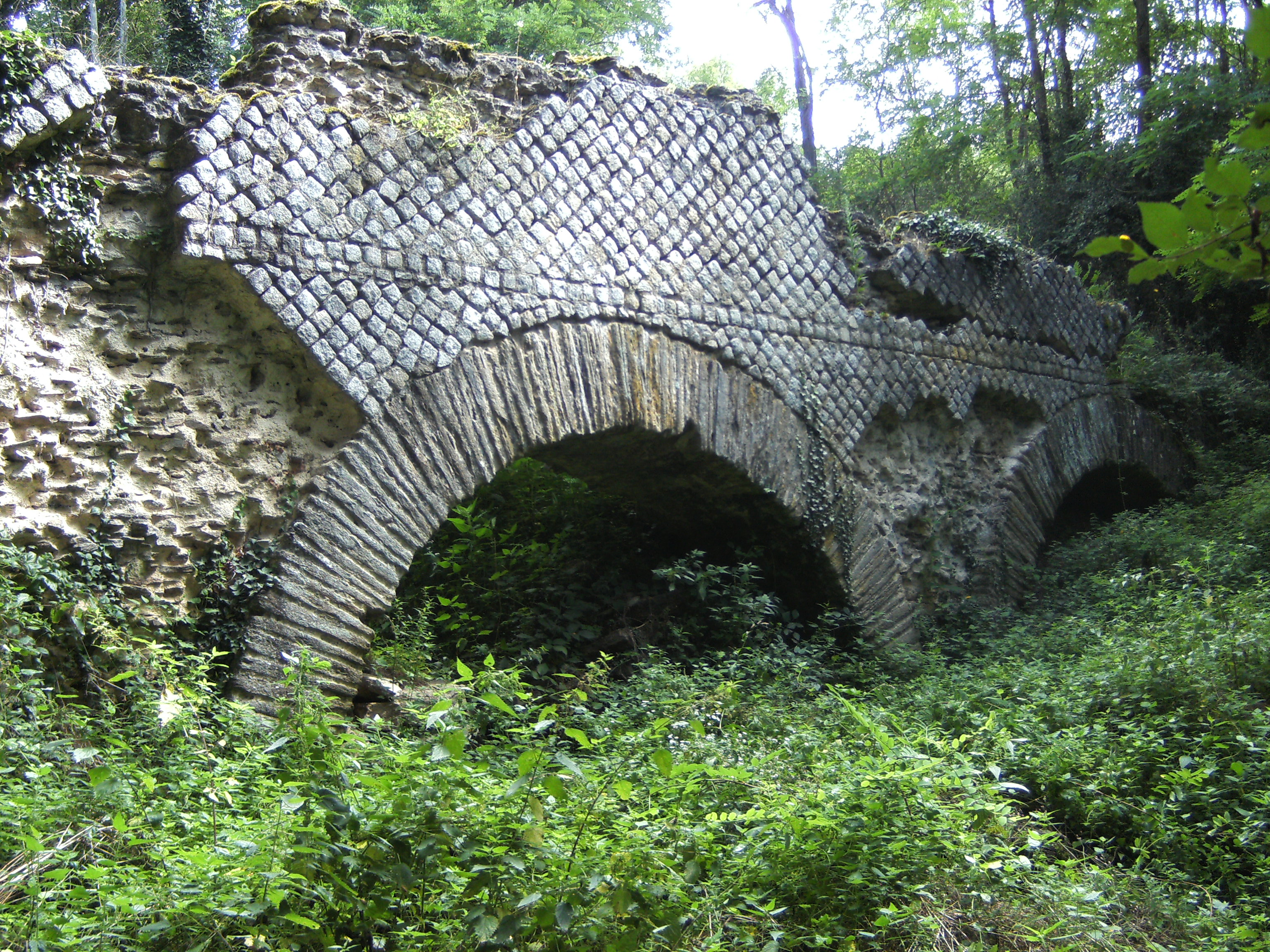
Opus reticulatum на акведуке Ромен дю Жир. Мост Жюре (Le pont de Jurieux) в Сен-Морис-сюр-Даргуар